# Рокалбења
Рокалбења (итал. Roccalbegna) је насеље у Италији у округу Гросето, региону Тоскана.
Према процени из 2011. у насељу је живело 260 становника. Насеље се налази на надморској висини од 543 м.

## Становништво
Према резултатима пописа становништва 2011. у општини је живело 1.099 становника.
| 1931. | 1936. | 1951. | 1961. | 1971. | 1981. | 1991. | 2001. | 2011. |
| ----- | ----- | ----- | ----- | ----- | ----- | ----- | ----- | ----- |
| 3.766 | 3.486 | 3.259 | 2.851 | 2.106 | 1.666 | 1.458 | 1.241 | 1.099 |